# Robson-Gletscher
Der Robson-Gletscher ist ein 5 km langer Gletscher im ostantarktischen Viktorialand. In der Gonville and Caius Range fließt er in nördlicher Richtung entlang der Ostflanke des Gebirgskamms Red Ridge. Südlich des Redcliff-Nunatak mündet er in den hauptsächlich vom Mackay-Gletscher stammenden Hauptstrom von Eismassen, die sich an der Scott-Küste in den Granite Harbor ergießen.
Die von Thomas Griffith Taylor geleitete Westgruppe bei der Terra-Nova-Expedition (1910–1913) unter Leitung des britischen Polarforschers Robert Falcon Scott benannte den Gletscher. Der Namensgeber ist nicht überliefert.